# 吖啶酮
吖啶酮是一种有机化合物，化学式为C13H9NO，它可以2-苯氨基苯甲酸为原料反应得到。吖啶的氧化反应也能得到吖啶酮。在碱的存在下，它和硫酸二甲酯反应，生成N-甲基吖啶酮。它和叔丁基氯在三氯化铝催化下反应，得到2,7-二叔丁基吖啶酮。